# Vivo cantando (canción)
«Vivo cantando» es una de las cuatro canciones que ganaron el Festival de la Canción de Eurovisión 1969 celebrado en el Teatro Real de Madrid en marzo de 1969. Interpretada en español por Salomé para España. Fue la segunda ocasión, y hasta ahora última, en la que España ganó el certamen. 
La canción fue elegida en febrero de 1969 en una gala en el Teatro Balear en Palma de Mallorca con diez canciones candidatas. La intérprete, Salomé, ya había sido elegida por TVE. La canción original fue escrita por María José de Ceratto (música) y Aniano Alcalde (letra). Y los arreglos fueron a cargo del compositor Augusto Algueró.
Salomé actuó en tercera posición acompañada de los conocidos Hermanos Valldemossa como coristas. Su vestido, diseñado por Pertegaz, pesaba 14 kilos y estaba compuesto por canutillos de porcelana azul turquesa y tres collares de 1 kilo cada uno. Salomé grabó "Vivo Cantando" en 8 idiomas diferentes (castellano, catalán, euskera, francés, alemán, italiano, inglés y serbocroata). Compartió el primer premio con Lulu (Reino Unido), Frida Boccara (Francia) y Lenny Kuhr (Países Bajos). 
En 1991 también se produjo un empate, entre Francia y Suecia, pero ya existía una norma de desempate, por lo que ganó este último.

## Posicionamiento en listas
| País   | Lista         | Posición |
| ------ | ------------- | -------- |
| España | Top 10 Charts | 1        |
| España | Los 40        | 1        |

## Versiones
La cantante Rika Zaraï hizo su propia versión en francés llamada "Alors Je Chante" poco después de la victoria de Salomé con notable éxito.
En 1993 fue interpretada por María Teresa Campos en Telepasión española y en 2008  por Sole Giménez para el programa de Televisión española Europasión.
Nuria Fergó interpretó el tema en la final nacional de Eurovisión 2002
En la serie de televisión Vive cantando (la cual se iba a llamar inicialmente "Vivo cantando") se entonó en su último capítulo emitido el 5 de noviembre de 2014.
Fue imitada en tono humorístico por el dúo Martes y Trece, por Francisco, Pepa Aniorte y posteriormente por Àngel Llàcer en el concurso  Tu cara me suena
También fue interpretada por los chicos de Operación Triunfo en la preselección de 2018.